# Le 100 donne più potenti del mondo secondo Forbes
Ogni anno, a partire dal 2004, la rivista Forbes pubblica la classifica delle 100 donne più potenti del mondo.

## Criteri di inclusione
La classifica è stilata da una redazione di illustri giornalisti, tra le quali Moira Forbes, Elizabeth MacDonald e Chana R. Schoeneberg. I criteri sulla base dei quali è stilata la lista sono:
- Potere economico: è considerato ogni evento economico-finanziario riconducibile al personaggio, compreso il guadagno o il reddito personale, il portafoglio dell'azienda o dell'organizzazione, o il PIL del paese a cui è a capo;
- Visibilità nei media: sono considerati i media statunitensi o i principali media internazionali;
- Sfere di influenza: sono considerati il campo o i campi in cui agisce il personaggio (politico, economico, sociale);
- Impatto: analizzato sia nel campo di influenza che sulla società in generale.[1]

## Statistiche
Con la presenza in prima posizione per dieci anni, di cui sei consecutivi, la donna con maggior influenza risulta essere Angela Merkel, cancelliera tedesca. Nel 2023, la nazionalità statunitense è stata la più rappresentata con 44 donne nella lista.

## Critiche
La lista è stata criticata per la soggettività dell'argomento, ossia la misurazione della potenza. Un'altra critica mossa è il fatto che, essendo stilata in base ai media statunitensi, la lista abbia una visione troppo poco globale in favore di un punto di vista nazionale.

## 2023[2]
| Pos. | Variazione | Nome                              | Nazionalità  | Professione                        |
| ---- | ---------- | --------------------------------- | ------------ | ---------------------------------- |
| 1    | ±0 (1)     | Ursula von der Leyen              | Tedesca      | Politica                           |
| 2    | ±0 (2)     | Christine Lagarde                 | Francese     | Politica                           |
| 3    | ±0 (3)     | Kamala Harris                     | Statunitense | Politica                           |
| 4    | +3 (7)     | Giorgia Meloni                    | Italiana     | Politica                           |
| 5    | +74 (79)   | Taylor Swift                      | Statunitense | Cantautrice                        |
| 6    | +2 (8)     | Karen Lynch                       | Statunitense | Imprenditrice                      |
| 7    | +3 (10)    | Jane Fraser                       | Statunitense | Dirigente d'azienda                |
| 8    | -3 (5)     | Abigail Johnson                   | Statunitense | Dirigente d'azienda                |
| 9    | -5 (4)     | Mary Barra                        | Statunitense | Dirigente d'azienda                |
| 10   | -4 (6)     | Melinda French Gates              | Statunitense | Filantropia                        |
| 11   | -2 (9)     | Julie Sweet                       | Statunitense | Dirigente d'azienda                |
| 12   | ±0 (12)    | Kristalina Georgieva              | Bulgara      | Politica                           |
| 13   | -2 (11)    | MacKenzie Scott                   | Statunitense | Filantropa                         |
| 14   | +2 (16)    | Gail Boudreaux                    | Statunitense | Imprenditrice                      |
| 15   | -1 (14)    | Emma Walmsley                     | Britannica   | Imprenditrice                      |
| 16   | +2 (18)    | Ruth Porat                        | Statunitense | Dirigente d'azienda                |
| 17   | +2 (19)    | Safra Catz                        | Statunitense | Dirigente d'azienda                |
| 18   | -3 (15)    | Ana Patricia Botín                | Spagnola     | Imprenditrice                      |
| 19   | -2 (21)    | Carol Tomé                        | Statunitense | Dirigente d'azienda                |
| 20   | N          | Sandy Ran Xu                      | Cinese       | Dirigente d'azienda                |
| 21   | N          | Kathryn McLay                     | Statunitense | Dirigente d'azienda                |
| 22   | N          | Sarah London                      | Statunitense | Dirigente d'azienda                |
| 23   | +5 (28)    | Amy Hood                          | Statunitense | Dirigente d'azienda                |
| 24   | N          | Tarciana Paula Gomes Medeiros     | Brasiliana   | Dirigente d'azienda                |
| 25   | +1 (26)    | Laurene Powell Jobs               | Statunitense | Filantropa                         |
| 26   | +3 (29)    | Catherine MacGregor               | Francese     | Imprenditrice                      |
| 27   | +6 (33)    | Janet Yellen                      | Statunitense | Politica                           |
| 28   | +3 (31)    | Gwynne Shotwell                   | Statunitense | Dirigente d'azienda                |
| 29   | +1 (30)    | Phebe Novakovic                   | Statunitense | Imprenditrice                      |
| 30   | -13 (17)   | Tsai Ing-wen                      | Taiwanese    | Politica                           |
| 31   | -7 (24)    | Oprah Winfrey                     | Statunitense | Media, filantropa                  |
| 32   | +4 (36)    | Nirmala Sitharaman                | Indiana      | Politica                           |
| 33   | +2 (35)    | Ho Ching                          | Singaporiana | Dirigente d'azienda                |
| 34   | +3 (37)    | Thasunda Brown Duckett            | Statunitense | Dirigente d'azienda                |
| 35   | +4 (39)    | Marianne Lake e Jennifer Piepszak | Statunitensi | Imprenditrici                      |
| 36   | +44 (80)   | Beyoncé                           | Statunitense | Cantante                           |
| 37   | -5 (32)    | Shari Redstone                    | Statunitense | Dirigente d'azienda                |
| 38   | ±0 (38)    | Kathy Warden                      | Statunitense | Dirigente d'azienda                |
| 39   | +2 (41)    | Dana Walden                       | Statunitense | Dirigente d'azienda                |
| 40   | -13 (27)   | Amanda Blanc                      | Britannica   | Dirigente d'azienda                |
| 41   | N          | Susan Li                          | Cinese       | Dirigente d'azienda                |
| 42   | N          | Margherita Della Valle            | Italiana     | Imprenditrice                      |
| 43   | +1 (44)    | Adena Friedman                    | Statunitense | Economista, dirigente d'azienda    |
| 44   | -1 (43)    | Mary Callahan Erdoes              | Statunitense | Dirigente d'azienda                |
| 45   | +1 (46)    | Lynn Martin                       | Statunitense | Dirigente d'azienda                |
| 46   | -4 (42)    | Sheikh Hasina Wajed               | Bangladese   | Politica                           |
| 47   | ±0 (47)    | Sri Mulyani Indrawati             | Indonesiana  | Politica                           |
| 48   | -3 (45)    | Gina Rinehart                     | Australiana  | Dirigente d'azienda, ereditiera    |
| 49   | +1 (50)    | Lisa Su                           | Statunitense | Dirigente d'azienda                |
| 50   | -2 (48)    | Vicki Hollub                      | Statunitense | Dirigente d'azienda                |
| 51   | -2 (49)    | Nicke Widyawati                   | Indonesiana  | Dirigente d'azienda                |
| 52   | ±0 (52)    | Shemara Wikramanayake             | Australiana  | Dirigente d'azienda                |
| 53   | -2 (51)    | Tricia Griffith                   | Statunitense | Servizi                            |
| 54   | -20 (34)   | Jessica Tan                       | Singaporiana | Dirigente d'azienda                |
| 55   | +8 (63)    | Judy Faulkner                     | Statunitense | Imprenditrice                      |
| 56   | ±0 (56)    | Tokiko Shimizu                    | Giapponese   | Economista                         |
| 57   | +4 (61)    | Donna Langley                     | Statunitense | Dirigente d'azienda                |
| 58   | ±0 (58)    | Jennifer Salke                    | Statunitense | Dirigente d'azienda                |
| 59   | N          | Wang Laichun                      | Hongkonghese | Dirigente d'azienda                |
| 60   | -7 (53)    | Roshni Nadar Malhotra             | Indiana      | Dirigente d'azienda                |
| 61   | -2 (59)    | Jenny Johnson                     | Statunitense | Dirigente d'azienda                |
| 62   | -5 (57)    | Yuriko Koike                      | Giapponese   | Politica                           |
| 63   | -3 (60)    | Hana Al Rostamani                 | Emiratina    | Dirigente d'azienda                |
| 64   | +1 (65)    | Suzanne Scott                     | Statunitense | Dirigente d'azienda                |
| 65   | +1 (66)    | Lynn Good                         | Statunitense | Dirigente d'azienda                |
| 66   | -11 (55)   | Sinead Gorman                     | Britannica   | Dirigente d'azienda                |
| 67   | +3 (70)    | Bela Bajaria                      | Britannica   | Dirigente d'azienda                |
| 68   | ±0 (68)    | Belén Garijo                      | Spagnola     | Imprenditrice                      |
| 69   | ±0 (69)    | Melanie Kreis                     | Tedesca      | Dirigente d'azienda                |
| 70   | -3 (67)    | Soma Mondal                       | Indiana      | Dirigente d'azienda                |
| 71   | ±0 (71)    | Paula Santilli                    | Messicana    | Dirigente d'azienda                |
| 72   | +2 (74)    | Mette Frederiksen                 | Danese       | Politica                           |
| 73   | +3 (76)    | Joey Wat                          | Cinese       | Dirigente d'azienda                |
| 74   | -1 (73)    | Rihanna                           | Barbadiana   | Cantante                           |
| 75   | +7 (82)    | Linda Thomas-Greenfield           | Statunitense | Politica                           |
| 76   | +1 (77)    | Kiran Mazumdar-Shaw               | Indiana      | Imprenditrice                      |
| 77   | +4 (81)    | Güler Sabancı                     | Turca        | Dirigente d'azienda, imprenditrice |
| 78   | N          | Trudy Shan Dai                    | Cinese       | Dirigente d'azienda                |
| 79   | N          | Debra Crew                        | Statunitense | Dirigente d'azienda                |
| 80   | -16 (64)   | Robyn Denholm                     | Australiana  | Dirigente d'azienda                |
| 81   | +3 (84)    | Solina Chau                       | Hongkonghese | Filantropia                        |
| 82   | +3 (85)    | Lee Boo-jin                       | Sudcoreana   | Dirigente d'azienda, ereditiera    |
| 83   | N          | Robyn Grew                        | Britannica   | Dirigente d'azienda                |
| 84   | +3 (87)    | Zuzana Čaputová                   | Slovacca     | Politica                           |
| 85   | -10 (75)   | Mary Meeker                       | Statunitense | Dirigente d'azienda                |
| 86   | N          | Makiko Ono                        | Giapponese   | Dirigente d'azienda                |
| 87   | +4 (91)    | Ngozi Okonjo-Iweala               | Nigeriana    | Politica                           |
| 88   | N          | Mpumi Madisa                      | Sudafricana  | Dirigente d'azienda                |
| 89   | N          | Melanie Perkins                   | Australiana  | Dirigente d'azienda                |
| 90   | -2 (88)    | Dominique Senequier               | Francese     | Dirigente d'azienda                |
| 91   | +1 (92)    | Raja Easa Al Gurg                 | Emiratina    | Dirigente d'azienda                |
| 92   | -2 (90)    | Julia Gillard                     | Australiana  | Politica, filantropa               |
| 93   | +2 (95)    | Samia Suluhu Hassan               | Tanzaniana   | Politica                           |
| 94   | ±0 (94)    | Xiomara Castro                    | Honduregna   | Politica                           |
| 95   | +2 (97)    | Kirsten Green                     | Statunitense | Dirigente d'azienda                |
| 96   | N          | Choi Soo-yeon                     | Sudcoreana   | Dirigente d'azienda                |
| 97   | -19 (78)   | Jenny Lee                         | Singaporiana | Dirigente d'azienda                |
| 98   | +1 (99)    | Mo Abudu                          | Nigeriana    | Dirigente d'azienda, filantropa    |
| 99   | -1 (98)    | Mia Mottley                       | Barbadiana   | Politica                           |
| 100  | N          | Barbie                            | Statunitense |                                    |

## 2020
| Pos. | Variazione | Nome                          | Nazionalità                           | Professione                              |
| ---- | ---------- | ----------------------------- | ------------------------------------- | ---------------------------------------- |
| 1    | ±0 (1)     | Angela Merkel                 | Tedesca                               | Politica                                 |
| 2    | ±0 (2)     | Christine Lagarde             | Francese                              | Politica, avvocata                       |
| 3    | N          | Kamala Harris                 | Statunitense                          | Politica                                 |
| 4    | ±0 (4)     | Ursula von der Leyen          | Tedesca                               | Politica                                 |
| 5    | +1 (6)     | Melinda Gates                 | Statunitense                          | Imprenditrice                            |
| 6    | -3 (3)     | Nancy Pelosi                  | Statunitense                          | Politica                                 |
| 7    | -2 (5)     | Mary Barra                    | Statunitense                          | Imprenditrice                            |
| 8    | ±0 (8)     | Ana Patricia Botín            | Spagnola                              | Dirigente d'azienda                      |
| 9    | -2 (7)     | Abigail Johnson               | Statunitense                          | Dirigente d'azienda                      |
| 10   | +1 (11)    | Gail Boudreaux                | Statunitense                          | Imprenditrice                            |
| 11   | N          | Carol Tomé                    | Statunitense                          | Dirigente d'azienda                      |
| 12   | +5 (17)    | Emma Walmsley                 | Britannica                            | Dirigente d'azienda                      |
| 13   | +78 (91)   | Anne Wojcicki                 | Statunitense                          | Dirigente d'azienda                      |
| 14   | +2 (16)    | Julie Sweet                   | Statunitense                          | Dirigente d'azienda                      |
| 15   | -1 (14)    | Safra Catz                    | Israeliana naturalizzata statunitense | Dirigente d'azienda                      |
| 16   | +3 (19)    | Ruth Porat                    | Statunitense                          | Dirigente d'azienda                      |
| 17   | -1 (16)    | Judith McKenna                | Statunitense                          | Dirigente d'azienda                      |
| 18   | -3 (15)    | Kristalina Georgieva          | Bulgara                               | Politica                                 |
| 19   | N          | Martina Merz                  | Tedesca                               | Dirigente d'azienda                      |
| 20   | ±0 (20)    | Oprah Winfrey                 | Statunitense                          | Media, filantropa                        |
| 21   | +1 (22)    | Jessica Tan                   | Cinese                                | Dirigente d'azienda                      |
| 22   | -4 (18)    | Sheryl Sandberg               | Statunitense                          | Imprenditrice, politica                  |
| 23   | +9 (32)    | Jane Fraser                   | Statunitense                          | Dirigente d'azienda                      |
| 24   | +1 (25)    | Shari Redstone                | Statunitense                          | Dirigente d'azienda                      |
| 25   | N          | Nicke Widyawati               | Indonesiana                           | Dirigente d'azienda                      |
| 26   | N          | Amanda Blanc                  | Britannica                            | Dirigente d'azienda                      |
| 27   | -3 (24)    | Phebe Novakovic               | Statunitense                          | Dirigente d'azienda                      |
| 28   | -2 (26)    | Amy Hood                      | Statunitense                          | Dirigente d'azienda                      |
| 29   | N          | Shemara Wikramanayake         | Australiana                           | Dirigente d'azienda                      |
| 30   | -7 (23)    | Ho Ching                      | Singaporiana                          | Dirigente d'azienda                      |
| 31   | -3 (28)    | Jessica Uhl                   |                                       | Dirigente d'azienda                      |
| 32   | +6 (38)    | Jacinda Ardern                | neozelandese                          | Politica                                 |
| 33   | -3 (30)    | Adena Friedman                | Statunitense                          | Economista, dirigente d'azienda          |
| 34   | N          | Joey Wat                      |                                       |                                          |
| 35   | -8 (27)    | Stacey Cunningham             | Statunitense                          | Dirigente d'azienda                      |
| 36   | +3 (39)    | Anne Finucane                 | Statunitense                          | Dirigente d'azienda                      |
| 37   | +4 (41)    | Tsai Ing-wen                  | Taiwanese                             | Politica                                 |
| 38   | N          | Karen Lynch                   |                                       |                                          |
| 39   | -10 (29)   | Sheikh Hasina                 | Bengalese                             | Politica                                 |
| 40   | -9 (31)    | Mary Callahan Erdoes          | Statunitense                          | Dirigente d'azienda                      |
| 41   | -7 (34)    | Nirmala Sitharaman            | Indiana                               | Politica                                 |
| 42   | -9 (33)    | Laurene Powell Jobs           | Statunitense                          | Imprenditrice, dirigente d'azienda       |
| 43   | -8 (35)    | Marianne Lake                 | Britannica                            | Dirigente d'azienda                      |
| 44   | -7 (37)    | Kathy Warden                  | Statunitense                          | Dirigente d'azienda                      |
| 45   | -9 (36)    | Gina Rinehart                 | Australiana                           | Dirigente d'azienda, ereditiera          |
| 46   | -6 (40)    | Elisabetta II del Regno Unito | Britannica                            | Regina regnante                          |
| 47   | -3 (44)    | Dong Mingzhu                  | Cinese                                | Dirigente d'azienda                      |
| 48   | -5 (43)    | Rosalind Brewer               | Statunitense                          | Dirigente d'azienda                      |
| 49   | +6 (55)    | Gwynne Shotwell               | Statunitense                          | Dirigente d'azienda                      |
| 50   | -3 (47)    | Vicki Hollub                  | Statunitense                          | Dirigente d'azienda                      |
| 51   | -5 (46)    | Dana Walden                   | Statunitense                          | Dirigente d'azienda                      |
| 52   | -7 (45)    | Erna Solberg                  | Norvegese                             | Politica                                 |
| 53   | -2 (51)    | Donna Langley                 | Statunitense                          | Dirigente d'azienda                      |
| 54   | -6 (48)    | Jennifer Salke                | Statunitense                          | Dirigente d'azienda                      |
| 55   | -1 (54)    | Roshni Nadar Malhotra         | Indiana                               | Dirigente d'azienda                      |
| 56   | N          | Simonetta Sommaruga           | Svizzera                              | Politica                                 |
| 57   | -4 (53)    | Ėl'vira Nabiullina            | Russa                                 | Economista, politica                     |
| 58   | -2 (56)    | Tricia Griffith               | Statunitense                          | Servizi                                  |
| 59   | -9 (50)    | Nicola Sturgeon               | Scozzese                              | Politica                                 |
| 60   | -3 (57)    | Maggie Wei Wu                 | Cinese                                | Dirigente d'azienda                      |
| 61   | -2 (59)    | Lynn Good                     | Statunitense                          | Dirigente d'azienda                      |
| 62   | N          | Kelly Zhang                   | Cinese                                | Dirigente d'azienda                      |
| 63   | N          | Yuriko Koike                  | Giapponese                            | Politica                                 |
| 64   | -6 (58)    | Feng Ying Wang                | Cinese                                | Dirigente d'azienda                      |
| 65   | -3 (62)    | Melanie Kreis                 | Tedesca                               | Dirigente d'azienda                      |
| 66   | -6 (60)    | Paula Santilli                | Messicana                             | Dirigente d'azienda                      |
| 67   | N          | MacKenzie Scott               | Statunitense                          | Filantropia                              |
| 68   | -3 (65)    | Kiran Mazumdar-Shaw           | Indiana                               | Imprenditrice                            |
| 69   | -8 (61)    | Rihanna                       | Barbadiana                            | Cantante                                 |
| 70   | -3 (67)    | Zhou Qunfei                   | Hongkonghese                          | Imprenditrice                            |
| 71   | -3 (68)    | Sophie Wilmès                 | Belga                                 | Politica                                 |
| 72   | -6 (66)    | Beyoncé                       | Statunitense                          | Media                                    |
| 73   | -1 (74)    | Kathleen Kennedy              | Statunitense                          | Media                                    |
| 74   | -2 (72)    | Judy Faulkner                 | Statunitense                          | Imprenditrice                            |
| 75   | ±0 (75)    | Mette Frederiksen             | Danese                                | Politica                                 |
| 76   | -3 (73)    | Güler Sabancı                 | Turca                                 | Dirigente d'azienda                      |
| 77   | ±0 (77)    | Andrea Marques de Almeida     | Brasiliana                            | Dirigente d'azienda                      |
| 78   | -2 (76)    | Sri Mulyani Indrawati         | Indonesiana                           | Politica                                 |
| 79   | ±0 (79)    | Ava DuVernay                  | Statunitense                          | Dirigente d'azienda                      |
| 80   | -2 (78)    | Solina Chau                   | Hongkonghese                          | Filantropia                              |
| 81   | N          | Lam Wai-ying                  | Hongkonghese                          | Dirigente d'azienda                      |
| 82   | -11 (71)   | Taylor Swift                  | Statunitense                          | Cantautrice, attrice                     |
| 83   | -3 (80)    | Zuzana Čaputová               | Slovacca                              | Politica                                 |
| 84   | -2 (82)    | Mary Meeker                   | Statunitense                          | Dirigente d'azienda                      |
| 85   | N          | Sanna Marin                   | Finlandese                            | Politica                                 |
| 86   | -1 (85)    | Eliza Manningham-Buller       | Britannica                            | Politica, dirigente pubblico, filantropa |
| 87   | N          | Linda Rendle                  | Statunitense                          | Dirigente d'azienda                      |
| 88   | N          | Tory Burch                    | Statunitense                          | Dirigente d'azienda                      |
| 89   | -5 (84)    | Raja Easa Al Gurg             | Emiratina                             | Dirigente d'azienda                      |
| 90   | -3 (87)    | Lee Boo-jin                   | Sudcoreana                            | Dirigente d'azienda, ereditiera          |
| 91   | +3 (94)    | Dominique Senequier           | Francese                              | Dirigente d'azienda                      |
| 92   | -2 (90)    | Reese Witherspoon             | Statunitense                          | Attrice                                  |
| 93   | -2 (91)    | Anne Wojcicki                 | Statunitense                          | Dirigente d'azienda                      |
| 94   | N          | Mellody Hobson                | Statunitense                          | Dirigente d'azienda                      |

## 2019[3]
| Pos. | Variazione | Nome                          | Nazionalità                           | Professione                         |
| ---- | ---------- | ----------------------------- | ------------------------------------- | ----------------------------------- |
| 1    | ±0 (1)     | Angela Merkel                 | Tedesca                               | Politica                            |
| 2    | +1 (3)     | Christine Lagarde             | Francese                              | Politica, avvocato                  |
| 3    | N          | Nancy Pelosi                  | Statunitense                          | Politica                            |
| 4    | N          | Ursula von der Leyen          | Tedesca                               | Politica                            |
| 5    | -1 (4)     | Mary Barra                    | Statunitense                          | Imprenditrice                       |
| 6    | ±0 (6)     | Melinda Gates                 | Statunitense                          | Imprenditrice                       |
| 7    | -2 (5)     | Abigail Johnson               | Statunitense                          | Dirigente d'azienda                 |
| 8    | ±0 (8)     | Ana Patricia Botín            | Spagnola                              | Dirigente d'azienda                 |
| 9    | +1 (10)    | Ginni Rometty                 | Statunitense                          | Dirigente d'azienda                 |
| 10   | -1 (9)     | Marillyn Hewson               | Statunitense                          | Dirigente d'azienda                 |
| 11   | +1 (12)    | Gail Boudreaux                | Statunitense                          | Dirigente d'azienda                 |
| 12   | -4 (7)     | Susan Wojcicki                | Statunitense                          | Imprenditrice                       |
| 13   | +2 (15)    | Isabelle Kocher               | Francese                              | Imprenditrice                       |
| 14   | ±0 (14)    | Safra Catz                    | Israeliana naturalizzata statunitense | Dirigente d'azienda                 |
| 15   | N          | Kristalina Georgieva          | Bulgara                               | Politica                            |
| 16   | N          | Julie Sweet                   | Statunitense                          | CEO Accenture - Dirigente d'azienda |
| 17   | +1 (18)    | Emma Walmsley                 | Britannica                            | Dirigente d'azienda                 |
| 18   | -7 (11)    | Sheryl Sandberg               | Statunitense                          | Imprenditrice, politica             |
| 19   | +2 (21)    | Ruth Porat                    | Statunitense                          | Dirigente d'azienda                 |
| 20   | ±0 (20)    | Oprah Winfrey                 | Statunitense                          | Media, filantropa                   |
| 21   | N          | Judith McKenna                | Statunitense                          | Dirigente d'azienda                 |
| 22   | N          | Jessica Tan                   | Cinese                                | Dirigente d'azienda                 |
| 23   | -6 (17)    | Ho Ching                      | Singaporiana                          | Dirigente d'azienda                 |
| 24   | +1 (25)    | Phebe Novakovic               | Statunitense                          | Dirigente d'azienda                 |
| 25   | +6 (31)    | Shari Redstone                | Statunitense                          | Dirigente d'azienda                 |
| 26   | +2 (28)    | Amy Hood                      | Statunitense                          | Dirigente d'azienda                 |
| 27   | ±0 (27)    | Stacey Cunningham             | Statunitense                          | Dirigente d'azienda                 |
| 28   | N          | Jessica Uhl                   |                                       | Dirigente d'azienda                 |
| 29   | -3 (26)    | Sheikh Hasina                 | Bengalese                             | Politica                            |
| 30   | -14 (16)   | Adena Friedman                | Statunitense                          | Economista, dirigente d'azienda     |
| 31   | +2 (33)    | Mary Callahan Erdoes          | Statunitense                          | Dirigente d'azienda                 |
| 32   | N          | Jane Fraser                   | Statunitense                          | Dirigente d'azienda                 |
| 33   | -11 (22)   | Laurene Powell Jobs           | Statunitense                          | Imprenditrice, dirigente d'azienda  |
| 34   | N          | Nirmala Sitharaman            | Indiana                               | Politica                            |
| 35   | +3 (38)    | Marianne Lake                 | Britannica                            | Dirigente d'azienda                 |
| 36   | -6 (30)    | Gina Rinehart                 | Australiana                           | Dirigente d'azienda, ereditiera     |
| 37   | N          | Kathy Warden                  | Statunitense                          | Dirigente d'azienda                 |
| 38   | -9 (29)    | Jacinda Ardern                | neozelandese                          | Politica                            |
| 39   | +3 (42)    | Anne Finucane                 | Statunitense                          | Dirigente d'azienda                 |
| 40   | -17 (23)   | Elisabetta II del Regno Unito | Britannica                            | Regina regnante                     |
| 41   | -1 (40)    | Tsai Ing-wen                  | Taiwanese                             | Politica                            |
| 42   | -18 (24)   | Ivanka Trump                  | Statunitense                          | Politica                            |
| 43   | -9 (34)    | Rosalind Brewer               | Statunitense                          | Dirigente d'azienda                 |
| 44   | -5 (39)    | Dong Mingzhu                  | Cinese                                | Dirigente d'azienda                 |
| 45   | -10 (35)   | Erna Solberg                  | Norvegese                             | Politica                            |
| 46   | +6 (52)    | Dana Walden                   | Statunitense                          | Dirigente d'azienda                 |
| 47   | N          | Vicki Hollub                  | Statunitense                          | Dirigente d'azienda                 |
| 48   | N          | Jennifer Salke                | Statunitense                          | Dirigente d'azienda                 |
| 49   | +6 (55)    | Jennifer Morgan               | Statunitense                          | Dirigente d'azienda                 |
| 50   | -5 (45)    | Nicola Sturgeon               | Scozzese                              | Politica                            |
| 51   | -10 (41)   | Donna Langley                 | Statunitense                          | Dirigente d'azienda                 |
| 52   | -8 (44)    | Nguyen Thi Phuong Thao        | Vietnamita                            | Dirigente d'azienda                 |
| 53   | -4 (49)    | Ėl'vira Nabiullina            | Russa                                 | Economista, politica                |
| 54   | -3 (51)    | Roshni Nadar Malhotra         | Indiana                               | Dirigente d'azienda                 |
| 55   | +4 (59)    | Gwynne Shotwell               | Statunitense                          | Dirigente d'azienda                 |
| 56   | -2 (54)    | Tricia Griffith               | Statunitense                          | Servizi                             |
| 57   | ±0 (57)    | Maggie Wei Wu                 | Cinese                                | Dirigente d'azienda                 |
| 58   | -2 (56)    | Feng Ying Wang                | Cinese                                | Dirigente d'azienda                 |
| 59   | +13 (72)   | Lynn Good                     | Statunitense                          | Dirigente d'azienda                 |
| 60   | N          | Paula Santilli                | Messicana                             | Dirigente d'azienda                 |
| 61   | N          | Rihanna                       | Barbadiana                            | Cantante                            |
| 62   | -1 (61)    | Melanie Kreis                 | Tedesca                               |                                     |
| 63   | N          | Hooi Ling Tan                 | Malese                                | Dirigente d'azienda                 |
| 64   | -28 (36)   | Bonnie Hammer                 | Statunitense                          | Media, dirigente d'azienda          |
| 65   | -5 (60)    | Kiran Mazumdar-Shaw           | Indiana                               | Imprenditrice                       |
| 66   | -16 (50)   | Beyoncé                       | Statunitense                          | Media                               |
| 67   | -4 (62)    | Zhou Qunfei                   | Hongkonghese                          | Imprenditrice                       |
| 68   | N          | Sophie Wilmès                 | Belga                                 | Politica                            |
| 69   | N          | Jane Jie Sun                  | Cinese                                | Dirigente d'azienda                 |
| 70   | -4 (66)    | Katharine Viner               | Britannica                            | Media                               |
| 71   | -3 (68)    | Taylor Swift                  | Statunitense                          | Cantautrice, attrice                |
| 72   | +3 (75)    | Judy Faulkner                 | Statunitense                          | Imprenditrice                       |
| 73   | -9 (64)    | Güler Sabancı                 | Turca                                 | Dirigente d'azienda                 |
| 74   | -3 (71)    | Kathleen Kennedy              | Statunitense                          | Media                               |
| 75   | N          | Mette Frederiksen             | Danese                                | Politica                            |
| 76   | +2 (78)    | Sri Mulyani Indrawati         | Indonesiana                           | Politica                            |
| 77   | N          | Andrea Marques de Almeida     | Brasiliana                            | Dirigente d'azienda                 |
| 78   |            | Solina Chau                   | Hongkonghese                          |                                     |
| 79   | N          | Ava DuVernay                  | Statunitense                          | Dirigente d'azienda                 |
| 80   | N          | Zuzana Čaputová               | Slovacca                              | Politica                            |
| 81   | -2 (79)    | Serena Williams               | Statunitense                          | Tennista                            |
| 82   | N          | Mary Meeker                   | Statunitense                          |                                     |
| 83   |            | Lam Wai Ying                  | Hongkonghese                          |                                     |
| 84   | -2 (82)    | Raja Easa Al Gurg             | Emiratina                             |                                     |
| 85   | -2 (83)    | Eliza Manningham-Buller       | Britannica                            | Politica, dirigente pubblico        |
| 86   |            | Jenny Lee                     | Singaporiana                          |                                     |
| 87   | -1 (86)    | Lee Boo-jin                   | Sudcoreana                            | Dirigente d'azienda, ereditiera     |
| 88   | +3 (91)    | Ana Brnabić                   | Serba                                 | Politica                            |
| 89   | -9 (80)    | Meg Whitman                   | Statunitense                          | Dirigente d'azienda                 |
| 90   | N          | Reese Witherspoon             | Statunitense                          | Attrice                             |
| 91   | +1 (92)    | Anne Wojcicki                 | Statunitense                          | Dirigente d'azienda                 |
| 92   | +1 (93)    | Aileen Lee                    | Statunitense                          | Dirigente d'azienda                 |
| 93   | +4 (97)    | Sahle-Uork Zeudé              | Etiope                                | Politica                            |
| 94   | +2 (96)    | Dominique Senequier           | Francese                              | Dirigente d'azienda                 |
| 95   | -6 (89)    | Kirsten Green                 | Statunitense                          | Dirigente d'azienda                 |
| 96   | N          | Renuka Jagtiani               | Emiratina                             | Dirigente d'azienda                 |
| 97   | -2 (95)    | Rania Nashar                  | Saudita                               | Dirigente d'azienda                 |
| 98   | N          | Amina Mohammed                | Nigeriana                             | Politica                            |
| 99   | ±0 (99)    | Margarita Louis-Dreyfus       | Svizzera                              | Dirigente d'azienda                 |
| 100  | N          | Greta Thunberg                | Svedese                               | Attivista                           |

## 2018[3]
| Pos. | Variazione | Nome                          | Nazionalità                           | Professione                     |
| ---- | ---------- | ----------------------------- | ------------------------------------- | ------------------------------- |
| 1    | ±0 (1)     | Angela Merkel                 | Tedesca                               | Politica                        |
| 2    | ±0 (2)     | Theresa May                   | Britannica                            | Politica                        |
| 3    | +5 (8)     | Christine Lagarde             | Francese                              | Politica, avvocato              |
| 4    | +1 (5)     | Mary Barra                    | Statunitense                          | Imprenditrice                   |
| 5    | +2 (7)     | Abigail Johnson               | Statunitense                          | Dirigente d'azienda             |
| 6    | -3 (3)     | Melinda Gates                 | Statunitense                          | Imprenditrice                   |
| 7    | -1 (6)     | Susan Wojcicki                | Statunitense                          | Imprenditrice                   |
| 8    | +1 (9)     | Ana Patricia Botín            | Spagnola                              | Dirigente d'azienda             |
| 9    | +13 (22)   | Marillyn Hewson               | Statunitense                          | Dirigente d'azienda             |
| 10   | ±0 (10)    | Ginni Rometty                 | Statunitense                          | Dirigente d'azienda             |
| 11   | -7 (4)     | Sheryl Sandberg               | Statunitense                          | Imprenditrice, politica         |
| 12   | N          | Gail Boudreaux                | Statunitense                          | Dirigente d'azienda             |
| 13   | ±0 (13)    | Angela Ahrendts               | Statunitense                          | Dirigente d'azienda             |
| 14   | +4 (18)    | Safra Catz                    | Israeliana naturalizzata statunitense | Dirigente d'azienda             |
| 15   | +8 (23)    | Isabelle Kocher               | Francese                              | Imprenditrice                   |
| 16   | +4 (20)    | Adena Friedman                | Statunitense                          | Economista, dirigente d'azienda |
| 17   | +11 (28)   | Ho Ching                      | Singaporiana                          | Dirigente d'azienda             |
| 18   | +11 (29)   | Emma Walmsley                 | Britannica                            | Dirigente d'azienda             |
| 19   | +5 (24)    | Corte Suprema di giustizia    | Statunitense                          | Politica                        |
| 20   | +1 (20)    | Oprah Winfrey                 | Statunitense                          | Media, filantropa               |
| 21   | +4 (25)    | Ruth Porat                    | Statunitense                          | Dirigente d'azienda             |
| 22   | -8 (14)    | Laurene Powell Jobs           | Statunitense                          | Imprenditrice, filantropa       |
| 23   | +3 (26)    | Elisabetta II del Regno Unito | Britannica                            | Regina regnante                 |
| 24   | -5 (19)    | Ivanka Trump                  | Statunitense                          | Politica                        |
| 25   | +23 (48)   | Phebe Novakovic               | Statunitense                          | Dirigente d'azienda             |
| 26   | +4 (30)    | Sheikh Hasina                 | Bengalese                             | Politica                        |
| 27   | N          | Stacey Cunningham             | Statunitense                          | Dirigente d'azienda             |
| 28   | +9 (37)    | Amy Hood                      | Statunitense                          | Dirigente d'azienda             |
| 29   | +9 (38)    | Jacinda Ardern                | neozelandese                          | Politica                        |
| 30   | +15 (45)   | Gina Rinehart                 | Australiana                           | Dirigente d'azienda, ereditiera |
| 31   | N          | Shari Redstone                | Statunitense                          | Dirigente d'azienda             |
| 32   | N          | Carrie Lam                    | Hongkonghese                          | Politica                        |
| 33   | +20 (53)   | Mary Callahan Erdoes          | Statunitense                          | Dirigente d'azienda             |
| 34   | +10 (44)   | Rosalind Brewer               | Statunitense                          | Dirigente d'azienda             |
| 35   | +11 (46)   | Erna Solberg                  | Norvegese                             | Politica                        |
| 36   | +5 (41)    | Bonnie Hammer                 | Statunitense                          | Media, dirigente d'azienda      |
| 37   | +19 (56)   | Lisa Davis                    | Statunitense                          |                                 |
| 38   | +26 (64)   | Marianne Lake                 | Britannica                            | Dirigente d'azienda             |
| 39   | +27 (66)   | Dong Mingzhu                  | Cinese                                | Dirigente d'azienda             |
| 40   | -25 (15)   | Tsai Ing-wen                  | Taiwanese                             | Politica                        |
| 41   | +22 (63)   | Donna Langley                 | Statunitense                          | Dirigente d'azienda             |
| 42   | +57 (99)   | Anne Finucane                 | Statunitense                          | Dirigente d'azienda             |
| 43   | N          | Gillian Tans                  | Olandese                              | Dirigente d'azienda             |
| 44   | +11 (55)   | Nguyen Thi Phuong Thao        | Vietnamita                            | Dirigente d'azienda             |
| 45   | -3 (42)    | Nicola Sturgeon               | Scozzese                              | Politica                        |
| 46   | -6 (40)    | Jean Liu                      | Cinese                                | Imprenditrice                   |
| 47   | -8 (39)    | Kolinda Grabar-Kitarović      | Croata                                | Politica                        |
| 48   | -21 (27)   | Anna Wintour                  | Britannica                            | Media                           |
| 49   | ±0 (49)    | Elvira Nabiullina             | Russa                                 | Economista, politica            |
| 50   | ±0 (50)    | Beyoncé                       | Statunitense                          | Media                           |
| 51   | +6 (57)    | Roshni Nadar Malhotra         | Indiana                               | Dirigente d'azienda             |
| 52   | +8 (60)    | Dana Walden                   | Statunitense                          | Dirigente d'azienda             |
| 53   | +16 (69)   | Priscilla Chan                | Statunitense                          | Filantropia - NGO               |
| 54   | N          | Tricia Griffith               | Statunitense                          | Servizi                         |
| 55   | N          | Jennifer Morgan               | Statunitense                          | Dirigente d'azienda             |
| 56   | +6 (62)    | Feng Ying Wang                | Cinese                                | Dirigente d'azienda             |
| 57   | N          | Maggie Wei Wu                 | Cinese                                | Dirigente d'azienda             |
| 58   | +1 (59)    | Lubna Olayan                  | Saudita                               | Dirigente d'azienda, ereditiera |
| 59   | +11 (70)   | Gwynne Shotwell               | Statunitense                          | Dirigente d'azienda             |
| 60   | +11 (71)   | Kiran Mazumdar-Shaw           | Indiana                               | Imprenditrice                   |
| 61   | +6 (67)    | Melanie Kreis                 | tedesca                               |                                 |
| 62   | -8 (54)    | Zhou Qunfei                   | Hongkonghese                          | Imprenditrice                   |
| 63   | +5 (68)    | Dalia Grybauskaitė            | Lituana                               | Politica                        |
| 64   | -6 (58)    | Güler Sabancı                 | turca                                 | Dirigente d'azienda             |
| 65   | -14 (51)   | Peng Liyuan                   | Cinese                                | Politica                        |
| 66   | -5 (61)    | Katharine Viner               | Britannica                            | Media                           |
| 67   | -50 (17)   | Federica Mogherini            | Italiana                              | Politica                        |
| 68   | +17 (85)   | Taylor Swift                  | Statunitense                          | Cantautrice, attrice            |
| 69   | +27 (96)   | Belinda Johnson               | Statunitense                          | Dirigente d'azienda             |
| 70   | +2 (72)    | Zanny Minton Beddoes          | Britannica                            | Media                           |
| 71   | +6 (77)    | Kathleen Kennedy              | Statunitense                          | Media                           |
| 72   | +10 (82)   | Lynn Good                     | Statunitense                          | Dirigente d'azienda             |
| 73   | +2 (75)    | Solina Chau                   | Hongkonghese                          | Dirigente d'azienda             |
| 74   | N          | Shonda Rhimes                 | Statunitense                          | Media                           |
| 75   | +5 (80)    | Judy Faulkner                 | Statunitense                          | Imprenditrice                   |
| 76   | +2 (78)    | Kersti Kaljulaid              | Estone                                | Politica                        |
| 77   | +2 (79)    | Arianna Huffington            | Greca naturalizzata statunitense      | Media, imprenditrice            |
| 78   | N          | Sri Mulyani Indrawati         | Indonesiana                           | Politica                        |
| 79   | N          | Serena Williams               | Statunitense                          | Tennista                        |
| 80   | -68 (12)   | Meg Whitman                   | Statunitense                          | Dirigente d'azienda             |
| 81   | N          | Denise Coates                 | Britannica                            |                                 |
| 82   | +8 (90)    | Raja Easa Al Gurg             | Emiratina                             | Dirigente d'azienda             |
| 83   | +6 (89)    | Eliza Manningham-Buller       | Britannica                            | Politica, dirigente pubblico    |
| 84   | -8 (76)    | Lam Wai Ying                  | Hongkonghese                          | Imprenditrice                   |
| 85   | -69 (16)   | Michelle Bachelet             | Cilena                                | Politica                        |
| 86   | +7 (93)    | Lee Boo-Jin                   | Sudcoreana                            | Dirigente d'azienda, ereditiera |
| 87   | +7 (94)    | Jenny Lee                     | Singaporiana                          | Imprenditrice                   |
| 88   | +4 (92)    | Shobhana Bhartia              | Indiana                               | Media, ereditiera               |
| 89   | +6 (95)    | Kirsten Green                 | Statunitense                          | Dirigente d'azienda             |
| 90   | -7 (83)    | Geisha Williams               | Statunitense                          | Dirigente d'azienda             |
| 91   | N          | Ana Brnabić                   | Serba                                 | Politica                        |
| 92   | N          | Anne Wojcicki                 | Statunitense                          | Dirigente d'azienda             |
| 93   | N          | Aileen Lee                    | Statunitense                          | Dirigente d'azienda             |
| 94   | +3 (97)    | Priyanka Chopra               | Indiana                               | Attrice                         |
| 95   | N          | Rania Nashar                  | Saudita                               | Dirigente d'azienda             |
| 96   | N          | Dominique Senequier           | Francese                              | Dirigente d'azienda             |
| 97   | N          | Sahle-Work Zewde              | Etiope                                | Politica                        |
| 98   | N          | Theresia Gouw                 | Statunitense                          | Dirigente d'azienda             |
| 99   | N          | Margarita Louis-Dreyfus       | Svizzera                              | Dirigente d'azienda             |
| 100  | ±0 (100)   | Beth Brooke-Marciniak         | Statunitense                          | Dirigente d'azienda             |

## 2017[3]
| Pos. | Variazione | Nome                          | Nazionalità                           | Professione                     |
| ---- | ---------- | ----------------------------- | ------------------------------------- | ------------------------------- |
| 1    | ±0 (1)     | Angela Merkel                 | Tedesca                               | Politica                        |
| 2    | N          | Theresa May                   | Britannica                            | Politica                        |
| 3    | +1 (4)     | Melinda Gates                 | Statunitense                          | Imprenditrice                   |
| 4    | +3 (7)     | Sheryl Sandberg               | Statunitense                          | Imprenditrice, politica         |
| 5    | ±0 (5)     | Mary Barra                    | Statunitense                          | Imprenditrice                   |
| 6    | +2 (8)     | Susan Wojcicki                | Statunitense                          | Imprenditrice                   |
| 7    | +9 (16)    | Abigail Johnson               | Statunitense                          | Dirigente d'azienda             |
| 8    | -2 (6)     | Christine Lagarde             | Francese                              | Politica, avvocato              |
| 9    | +1 (10)    | Ana Patricia Botín            | Spagnola                              | Dirigente d'azienda             |
| 10   | +1 (11)    | Ginni Rometty                 | Statunitense                          | Dirigente d'azienda             |
| 11   | +3 (14)    | Indra Nooyi                   | Indiana naturalizzata statunitense    | Dirigente d'azienda             |
| 12   | -3 (9)     | Meg Whitman                   | Statunitense                          | Dirigente d'azienda             |
| 13   | +2 (15)    | Angela Ahrendts               | Statunitense                          | Dirigente d'azienda             |
| 14   | +35 (49)   | Laurene Powell Jobs           | Statunitense                          | Imprenditrice, filantropa       |
| 15   | +2 (17)    | Tsai Ing-wen                  | Taiwanese                             | Politica                        |
| 16   | +2 (18)    | Michelle Bachelet             | Cilena                                | Politica                        |
| 17   | +2 (19)    | Federica Mogherini            | Italiana                              | Politica                        |
| 18   | +2 (20)    | Safra Catz                    | Israeliana naturalizzata statunitense | Dirigente d'azienda             |
| 19   | N          | Ivanka Trump                  | Statunitense                          | Politica                        |
| 20   | +11 (31)   | Adena Friedman                | Statunitense                          | Economista, dirigente d'azienda |
| 21   | ±0 (21)    | Oprah Winfrey                 | Statunitense                          | Media, filantropa               |
| 22   | +2 (24)    | Marillyn Hewson               | Statunitense                          | Dirigente d'azienda             |
| 23   | N          | Isabelle Kocher               | Francese                              | Imprenditrice                   |
| 24   | N          | Corte Suprema di giustizia    | Statunitense                          | Politica                        |
| 25   | +5 (27)    | Ruth Porat                    | Statunitense                          | Dirigente d'azienda             |
| 26   | +3 (29)    | Elisabetta II del Regno Unito | Britannica                            | Regina regnante                 |
| 27   | +1 (28)    | Anna Wintour                  | Britannica                            | Media                           |
| 28   | +2 (43)    | Ho Ching                      | Singaporiana                          | Dirigente d'azienda, first lady |
| 29   | N          | Emma Walmsley                 | Britannica                            |                                 |
| 30   | +6 (36)    | Sheikh Hasina                 | Bengalese                             | Politica                        |
| 31   | N          | Beata Maria Szydlo            | Polacca                               | Politica                        |
| 32   | +8 (40)    | Chanda Kochhar                | Indiana                               | Dirigente d'azienda             |
| 33   | -7 (26)    | Aung San Suu Kyi              | Birmana                               | Politica, Premio Nobel          |
| 34   | +1 (35)    | Lucy Peng                     | Cinese                                | Imprenditrice                   |
| 35   | +7 (42)    | Pollyanna Chu                 | Hongkonghese                          | Imprenditrice                   |
| 36   | +7 (43)    | Lubna Khalid Al Qasimi        | Emiratina                             | Politica                        |
| 37   | +7 (44)    | Amy Hood                      | Statunitense                          | Politica                        |
| 38   | N          | Jacinda Ardern                | neozelandese                          | Politica                        |
| 39   | +7 (46)    | Kolinda Grabar-Kitarović      | Croata                                | Politica                        |
| 40   | N          | Jean Liu                      | Cinese                                | Imprenditrice                   |
| 41   | +6 (47)    | Bonnie Hammer                 | Statunitense                          | Media, dirigente d'azienda      |
| 42   | +8 (50)    | Nicola Sturgeon               | Scozzese                              | Politica                        |
| 43   | N          | Nikki Haley                   | Statunitense                          | Politica                        |
| 44   | +13 (57)   | Rosalind Brewer               | Statunitense                          | Dirigente d'azienda             |
| 45   | +6 (51)    | Gina Rinehart                 | Australiana                           | Dirigente d'azienda, ereditiera |
| 46   | N          | Erna Solberg                  | Norvegese                             | Politica                        |
| 47   | N          | Stacey Snider                 | Statunitense                          | Media                           |
| 48   | +6 (54)    | Phebe Novakovic               | Statunitense                          | Dirigente d'azienda             |
| 49   | +7 (56)    | Elvira Nabiullina             | Russa                                 | Economista, politica            |
| 50   | N          | Beyoncé                       | Statunitense                          | Media                           |
| 51   | +7 (58)    | Peng Liyuan                   | Cinese                                | Politica                        |
| 52   | N          | Margarita Simon'jan           | Russa                                 | Media                           |
| 53   | +7 (60)    | Mary Callahan Erdoes          | Statunitense                          | Dirigente d'azienda             |
| 54   | +7 (61)    | Zhou Qunfei                   | Hongkonghese                          | Imprenditrice                   |
| 55   | +7 (62)    | Nguyen Thi Phuong Thao        | Vietnamita                            | Dirigente d'azienda             |
| 56   | N          | Lisa Davis                    | Statunitense                          |                                 |
| 57   | N          | Roshni Nadar Malhotra         | Indiana                               | Dirigente d'azienda             |
| 58   | +6 (64)    | Güler Sabancı                 | turca                                 | Dirigente d'azienda             |
| 59   | +6 (65)    | Lubna Olayan                  | Saudita                               | Dirigente d'azienda, ereditiera |
| 60   | -7 (53)    | Dana Walden                   | Statunitense                          | Dirigente d'azienda             |
| 61   | +7 (68)    | Katharine Viner               | Britannica                            | Media                           |
| 62   | +7 (69)    | Feng Ying Wang                | Cinese                                | Dirigente d'azienda             |
| 63   | +4 (67)    | Donna Langley                 | Statunitense                          | Dirigente d'azienda             |
| 64   | N          | Marianne Lake                 | Britannica                            | Dirigente d'azienda             |
| 65   | -63 (2)    | Hillary Clinton               | Statunitense                          | Politica                        |
| 66   | -3 (63)    | Dong Mingzhu                  | Cinese                                | Dirigente d'azienda             |
| 67   | N          | Melanie Kreis                 | tedesca                               |                                 |
| 68   | +4 (72)    | Dalia Grybauskaitė            | Lituana                               | Politica                        |
| 69   | N          | Priscilla Chan                | Statunitense                          | Filantropia - NGO               |
| 70   | +6 (76)    | Gwynne Shotwell               | Statunitense                          | Dirigente d'azienda             |
| 71   | +6 (77)    | Kiran Mazumdar-Shaw           | Indiana                               | Imprenditrice                   |
| 72   | +6 (78)    | Zanny Minton Beddoes          | Britannica                            | Media                           |
| 73   | +6 (79)    | Miuccia Prada                 | Italiana                              | Moda, imprenditrice             |
| 74   | N          | Isabel dos Santos             | Angolana                              | Dirigente d'azienda             |
| 75   | +6 (81)    | Solina Chau                   | Hongkonghese                          | Dirigente d'azienda             |
| 76   | N          | Lam Wai Ying                  | Hongkonghese                          | Imprenditrice                   |
| 77   | N          | Kathleen Kennedy              | Statunitense                          | Media                           |
| 78   | N          | Kersti Kaljulaid              | Estone                                | Politica                        |
| 79   | -9 (70)    | Arianna Huffington            | Greca naturalizzata statunitense      | Media, imprenditrice            |
| 80   | +2 (82)    | Judy Faulkner                 | Statunitense                          | Imprenditrice                   |
| 81   | +3 (84)    | Fabiola Gianotti              | Italiana                              | Dirigente di un'organizzazione  |
| 82   | +3 (85)    | Lynn Good                     | Statunitense                          | Dirigente d'azienda             |
| 83   | N          | Geisha Williams               | Statunitense                          | Dirigente d'azienda             |
| 84   | +2 (86)    | Mary Meeker                   | Statunitense                          | Economista, finanza             |
| 85   | N          | Taylor Swift                  | Statunitense                          | Cantautrice, attrice            |
| 86   | +1 (87)    | Patricia Harris               | Statunitense                          | Politica                        |
| 87   | -48 (39)   | Drew Gilpin Faust             | Statunitense                          | Rettore, storica                |
| 88   | N          | J. K. Rowling                 | Britannica                            | Scrittrice                      |
| 89   | -1 (88)    | Eliza Manningham-Buller       | Britannica                            | Politica, dirigente pubblico    |
| 90   | +1 (91)    | Raja Easa Al Gurg             | Emiratina                             | Dirigente d'azienda             |
| 91   | +1 (92)    | Debra Cafaro                  | Statunitense                          | Imprenditrice                   |
| 92   | +1 (93)    | Shobhana Bhartia              | Indiana                               | Media, ereditiera               |
| 93   | +5 (98)    | Lee Boo-Jin                   | Sudcoreana                            | Dirigente d'azienda ereditiera  |
| 94   | +6 (100)   | Jenny Lee                     | Singaporiana                          | Imprenditrice                   |
| 95   | N          | Kirsten Green                 | Statunitense                          | Dirigente d'azienda             |
| 96   | N          | Belinda Johnson               | Statunitense                          | Dirigente d'azienda             |
| 97   | N          | Priyanka Chopra               | Indiana                               | Attrice                         |
| 98   | N          | Kathryn Petralia              | Statunitense                          | Dirigente d'azienda             |
| 99   | N          | Anne Finucane                 | Statunitense                          | Dirigente d'azienda             |
| 100  | -1 (99)    | Beth Brooke-Marciniak         | Statunitense                          | Dirigente d'azienda             |

## 2016
La classifica per l'anno 2016 è stata stilata da Alix McNamara e Caroline Howard. Il maggior numero di donne in cariche politiche importanti ha fatto aumentare il numero di politiche a discapito delle celebrità dello spettacolo; la prima donna di questo gruppo è Oprah Winfrey che si classifica al 21º posto. Al primo posto compare per la sesta volta di seguito Angela Merkel, cancelliera della Germania. Al secondo posto si presenta nuovamente Hillary Clinton, candidata alla presidenza degli Stati Uniti per il Partito Democratico. Janet Yellen guadagna la terza posizione grazie alla presidenza della Federal reserve americana.
| Pos. | Variazione   | Nome                          | Nazionalità                                   | Professione                                        |
| ---- | ------------ | ----------------------------- | --------------------------------------------- | -------------------------------------------------- |
| 1    | ±0 (1)       | Angela Merkel                 | Tedesca                                       | Politica                                           |
| 2    | ±0 (2)       | Hillary Clinton               | Statunitense                                  | Politica                                           |
| 3    | +1 (4)       | Janet Yellen                  | Statunitense                                  | Economista, politica                               |
| 4    | -1 (3)       | Melinda Gates                 | Statunitense                                  | Imprenditrice                                      |
| 5    | ±0 (5)       | Mary Barra                    | Statunitense                                  | Imprenditrice                                      |
| 6    | ±0 (6)       | Christine Lagarde             | Francese                                      | Politica, avvocato                                 |
| 7    | +1 (8)       | Sheryl Sandberg               | Statunitense                                  | Imprenditrice, politica                            |
| 8    | +1 (9)       | Susan Wojcicki                | Statunitense                                  | Imprenditrice                                      |
| 9    | +5 (14)      | Meg Whitman                   | Statunitense                                  | Dirigente d'azienda                                |
| 10   | +8 (18)      | Ana Patricia Botín            | Spagnola                                      | Dirigente d'azienda                                |
| 11   | +2 (13)      | Ginni Rometty                 | Statunitense                                  | Dirigente d'azienda                                |
| 12   | -1 (11)      | Park Geun-hye                 | Sudcoreana                                    | Politica                                           |
| 13   | -3 (10)      | Michelle Obama                | Statunitense                                  | First lady, avvocato                               |
| 14   | +1 (15)      | Indra Nooyi                   | Indiana naturalizzata statunitense            | Dirigente d'azienda                                |
| 15   | +10 (25)     | Angela Ahrendts               | Statunitense                                  | Dirigente d'azienda                                |
| 16   | +3 (19)      | Abigail Johnson               | Statunitense                                  | Dirigente d'azienda                                |
| 17   | N            | Tsai Ing-wen                  | TWNwanese                                     | Politica                                           |
| 18   | +9 (27)      | Michelle Bachelet             | Cilena                                        | Politica                                           |
| 19   | +17 (36)     | Federica Mogherini            | Italiana                                      | Politica                                           |
| 20   | + (24)       | Safra Catz                    | Israeliana naturalizzata statunitense         | Dirigente d'azienda                                |
| 21   | -9 (12)      | Oprah Winfrey                 | Statunitense                                  | Media, filantropa                                  |
| 22   | +1 (23)      | Helen Clark                   | Neozelandese                                  | Politica                                           |
| 23   | N (dal 2010) | Ruth Bader Ginsburg           | Statunitense                                  | Magistrato                                         |
| 24   | -4 (20)      | Marillyn Hewson               | Statunitense                                  | Dirigente d'azienda                                |
| 25   | +5 (30)      | Arundhati Bhattacharya        | Indiana                                       | Banchiere, dirigente pubblico                      |
| 26   | N (dal 2014) | Aung San Suu Kyi              | Birmana                                       | Politica, Premio Nobel                             |
| 27   | +5 (32)      | Ruth Porat                    | Statunitense                                  | Dirigente d'azienda                                |
| 28   | ±0 (28)      | Anna Wintour                  | Britannica                                    | Media                                              |
| 29   | +12 (41)     | Elisabetta II del Regno Unito | Britannica                                    | Regina regnante                                    |
| 30   | +13 (43)     | Ho Ching                      | SGPgaporiana                                  | Dirigente d'azienda, first lady                    |
| 31   | +8 (39)      | Adena Friedman                | Statunitense                                  | Economista, dirigente d'azienda                    |
| 32   | -15 (17)     | Irene Rosenfeld               | Statunitense                                  | Dirigente d'azienda                                |
| 33   | +1 (34)      | Loretta Lynch                 | Statunitense                                  | Politica                                           |
| 34   | -5 (29)      | Ursula Burns                  | Statunitense                                  | Dirigente d'azienda                                |
| 35   | -2 (33)      | Lucy Peng                     | Cinese                                        | Imprenditrice                                      |
| 36   | +23 (59)     | Sheikh Hasina                 | Bengalese                                     | Politica                                           |
| 37   | -6 (31)      | Sri Mulyani Indrawati         | Indonesiana                                   | Economista, politica                               |
| 38   | +24 (62)     | Margaret Chan                 | Hongkonghese                                  | Medico, dirigente di un'organizzazione             |
| 39   | N (dal 2014) | Drew Gilpin Faust             | Statunitense                                  | Rettore, storica                                   |
| 40   | -5 (35)      | Chanda Kochhar                | Indiana                                       | Dirigente d'azienda                                |
| 41   | +8 (49)      | Samantha Power                | Irlandese naturalizzata statunitense          | Media, Politica                                    |
| 42   | N            | Pollyanna Chu                 | Hongkonghese                                  | Imprenditrice                                      |
| 43   | -1 (42)      | Lubna Khalid Al Qasimi        | Emiratina                                     | Politica                                           |
| 44   | N (dal 2014) | Amy Hood                      | Statunitense                                  | Politica                                           |
| 45   | +10 (55)     | Beth Comstock                 | Statunitense                                  | Imprenditrice, dirigente d'azienda                 |
| 46   | N            | Kolinda Grabar-Kitarović      | HRVata                                        | Politica                                           |
| 47   | +5 (52)      | Bonnie Hammer                 | Statunitense                                  | Media, dirigente d'azienda                         |
| 48   | -1 (47)      | Ertharin Cousin               | Statunitense                                  | Dirigente pubblico, dirigente di un'organizzazione |
| 49   | -5 (44)      | Laurene Powell Jobs           | Statunitense                                  | Imprenditrice, filantropa                          |
| 50   | N            | Nicola Sturgeon               | Scozzese                                      | Politica                                           |
| 51   | -14 (37)     | Gina Rinehart                 | Australiana                                   | Dirigente d'azienda, ereditiera                    |
| 52   | N            | Bidya Devi Bhanda             | Nepalese                                      | Politica                                           |
| 53   | +21 (74)     | Dana Walden                   | Statunitense                                  | Dirigente d'azienda                                |
| 54   | +2 (56)      | Phebe Novakovic               | Statunitense                                  | Dirigente d'azienda                                |
| 55   | -33 (22)     | Marissa Mayer                 | Statunitense                                  | Dirigente d'azienda, ingegnere informatico         |
| 56   | +15 (71)     | Elvira Nabiullina             | Russa                                         | Economista, politica                               |
| 57   | +8 (65)      | Rosalind Brewer               | Statunitense                                  | Dirigente d'azienda                                |
| 58   | +10 (68)     | Peng Liyuan                   | Cinese                                        | First lady, spettacolo                             |
| 59   | +7 (66)      | Nemat Shafik                  | doppia cittadinanza britannica e statunitense | Economista, manager                                |
| 60   | -7 (53)      | Mary Callahan Erdoes          | Statunitense                                  | Dirigente d'azienda                                |
| 61   | N            | Zhou Qunfei                   | Hongkonghese                                  | Imprenditrice                                      |
| 62   | N            | Nguyen Thi Phuong Thao        | Vietnamita                                    | Dirigente d'azienda                                |
| 63   | N (dal 2007) | Dong Mingzhu                  | Cinese                                        | Dirigente d'azienda                                |
| 64   | +6 (70)      | Güler Sabancı                 | Turca                                         | Dirigente d'azienda, ereditiera                    |
| 65   | +2 (67)      | Lubna Olayan                  | Saudita                                       | Dirigente d'azienda, ereditiera                    |
| 66   | N            | Susan Cameron                 | Statunitense                                  | Dirigente d'azienda                                |
| 67   | -9 (58)      | Donna Langley                 | Statunitense                                  | Dirigente d'azienda                                |
| 68   | +12 (80)     | Katharine Viner               | Britannica                                    | Media                                              |
| 69   | N            | Feng Ying Wang                | Cinese                                        | Dirigente d'azienda                                |
| 70   | -9 (61)      | Arianna Huffington            | Greca naturalizzata statunitense              | Media, imprenditrice                               |
| 71   | +4 (75)      | Diane von Fürstenberg         | Belga naturalizzata statunitense              | Moda, imprenditrice                                |
| 72   | N            | Dalia Grybauskaitė            | Lituana                                       | Politica                                           |
| 73   | ±0 (73)      | Tory Burch                    | Statunitense                                  | Imprenditrice, ereditiera                          |
| 74   | -11 (63)     | Mary Jo White                 | Statunitense                                  | Politica, dirigente pubblico                       |
| 75   | +11 (86)     | Kaci Kullmann                 | Norvegese                                     | Politica, dirigente di un'organizzazione           |
| 76   | +14 (90)     | Gwynne Shotwell               | Statunitense                                  | Dirigente d'azienda                                |
| 77   | +8 (85)      | Kiran Mazumdar-Shaw           | Indiana                                       | Imprenditrice                                      |
| 78   | N            | Zanny Minton Beddoes          | Britannica                                    | Media                                              |
| 79   | ±0 (79)      | Miuccia Prada                 | Italiana                                      | Moda, imprenditrice                                |
| 80   | +7 (87)      | Folorunsho Alakija            | Nigeriana                                     | Dirigente d'azienda, imprenditrice                 |
| 81   | -3 (78)      | Solina Chau                   | Hongkonghese                                  | Dirigente d'azienda                                |
| 82   | +6 (88)      | Judy Faulkner                 | Statunitense                                  | Imprenditrice                                      |
| 83   | +13 (96)     | Ellen Johnson Sirleaf         | Liberiana                                     | Politica                                           |
| 84   | -1 (83)      | Fabiola Gianotti              | Italiana                                      | Dirigente di un'organizzazione                     |
| 85   | N            | Lynn Good                     | Statunitense                                  | Dirigente d'azienda                                |
| 86   | -9 (77)      | Mary Meeker                   | Statunitense                                  | Economista, finanza                                |
| 87   | +2 (89)      | Patricia Harris               | Statunitense                                  | Politica                                           |
| 88   | N            | Eliza Manningham-Buller       | Britannica                                    | Politica, dirigente pubblico                       |
| 89   | N            | Irina Bokova                  | BGRgara                                       | Politica, dirigente di un'organizzazione           |
| 90   | +1 (91)      | Sara Blakely                  | Statunitense                                  | Imprenditrice                                      |
| 91   | +6 (97)      | Raja Easa Al Gurg             | Emiratina                                     | Dirigente d'azienda                                |
| 92   | N            | Debra Cafaro                  | Statunitense                                  | Imprenditrice                                      |
| 93   | ±0 (93)      | Shobhana Bhartia              | Indiana                                       | Media, ereditiera                                  |
| 94   | +5 (99)      | Greta Van Susteren            | Statunitense                                  | Media                                              |
| 95   | N            | Heather Bresch                | Statunitense                                  | Dirigente d'azienda                                |
| 96   | N            | Ameenah Gurib                 | Mauriziana                                    | Politica                                           |
| 97   | -5 (92)      | Risa Lavizzo-Mourey           | Statunitense                                  | Dirigente di un'organizzazione                     |
| 98   | +2 (100)     | Lee Boo-Jin                   | Sudcoreana                                    | Dirigente d'azienda ereditiera                     |
| 99   | -5 (94)      | Beth Brooke-Marciniak         | Statunitense                                  | Dirigente d'azienda                                |
| 100  | -2 (98)      | Jenny Lee                     | Singaporiana                                  | Imprenditrice                                      |

## 2015
1. Angela Merkel
2. Hillary Clinton
3. Melinda Gates
4. Janet Yellen
5. Mary Barra
6. Christine Lagarde
7. Dilma Rousseff
8. Sheryl Sandberg
9. Susan Wojcicki
10. Michelle Obama
11. Park Geun-hye
12. Oprah Winfrey
13. Ginni Rometty
14. Meg Whitman
15. Indra Nooyi
16. Cristina Fernández de Kirchner
17. Irene Rosenfeld
18. Ana Patricia Botín
19. Abigail Johnson
20. Marillyn Hewson
21. Beyoncé
22. Marissa Mayer
23. Helen Clark
24. Safra Catz
25. Angela Ahrendts
26. Ellen Kullman
27. Michelle Bachelet
28. Anna Wintour
29. Ursula Burns
30. Arundhati Bhattacharya
31. Sri Mulyani Indrawati
32. Ruth Porat
33. Lucy Peng
34. Loretta Lynch
35. Chanda Kochhar
36. Federica Mogherini
37. Gina Rinehart
38. Nancy Pelosi
39. Adena Friedman
40. Ewa Kopacz
41. Elisabetta II del Regno Unito
42. Lubna Khalid Al Qasimi
43. Ho Ching
44. Laurene Powell Jobs
45. Renee James
46. Drew Gilpin Faust
47. Ertharin Cousin
48. Ngozi Okonjo-Iweala
49. Samantha Power
50. Ellen DeGeneres
51. Amy Woods Brinkley
52. Bonnie Hammer
53. Mary Callahan Erdoes
54. Angelina Jolie
55. Beth Comstock
56. Phebe Novakovic
57. Sofía Vergara
58. Donna Langley
59. Sheikh Hasina
60. Katie Jacobs Stanton
61. Arianna Huffington
62. Margaret Chan
63. Mary Jo White
64. Taylor Swift
65. Rosalind Brewer
66. Nemat (Minouche) Shafik
67. Lubna Olayan
68. Peng Liyuan
69. Zhang Xin
70. Güler Sabancı
71. Elvira Nabiullina
72. Elizabeth Holmes
73. Tory Burch
74. Dana Walden
75. Diane von Fürstenberg
76. Carol Meyrowitz
77. Mary Meeker
78. Solina Chau
79. Miuccia Prada
80. Katharine Viner
81. Shakira
82. Yao Chen
83. Fabiola Gianotti
84. Padmasree Warrior
85. Kiran Mazumdar-Shaw
86. Kaci Kullmann Five
87. Folorunsho Alakija
88. Judy Faulkner
89. Patricia Harris
90. Gwynne Shotwell
91. Sara Blakely
92. Risa Lavizzo-Mourey
93. Shobhana Bhartia
94. Beth Brooke-Marciniak
95. Weili Dai
96. Ellen Johnson Sirleaf
97. Raja Easa Al Gurg
98. Jenny Lee
99. Greta Van Susteren
100. Lee Boo-Jin [4]

## 2014
1. Angela Merkel
2. Janet Yellen
3. Melinda Gates
4. Dilma Rousseff
5. Christine Lagarde
6. Hillary Clinton
7. Mary Barra
8. Michelle Obama
9. Sheryl Sandberg
10. Ginni Rometty
11. Park Geun-hye
12. Susan Wojcicki
13. Indra Nooyi
14. Oprah Winfrey
15. Irene Rosenfeld
16. Maria das Graças Silva Foster
17. Beyoncé
18. Marissa Mayer
19. Cristina Fernández de Kirchner
20. Meg Whitman
21. Marillyn Hewson
22. Ursula Burns
23. Helen Clark
24. Safra Catz
25. Michelle Bachelet
26. Nancy Pelosi
27. Gina Rinehart
28. Amy Pascal
29. Laurene Powell Jobs
30. Margaret Chan
31. Ellen J. Kullman
32. Sofía Vergara
33. Drew Gilpin Faust
34. Abigail Johnson
35. Elisabetta II del Regno Unito
36. Arundhati Bhattacharya
37. Renée James
38. Sri Mulyani Indrawati
39. Anna Wintour
40. Joyce Banda
41. Wu Yajun
42. Bonnie Hammer
43. Chanda Kochhar
44. Ngozi Okonjo-Iweala
45. Ertharin Cousin
46. Ellen DeGeneres
47. Sheikh Hasina
48. Amy Hood
49. Angela Ahrendts
50. Angelina Jolie
51. Margaret A. Hamburg
52. Arianna Huffington
53. Lucy Peng
54. Cher Wang
55. Lubna Khalid Al Qasimi
56. Gail Kelly
57. Peng Liyuan
58. Shakira
59. Ho Ching
60. Güler Sabancı
61. Aung San Suu Kyi
62. Zhang Xin
63. Samantha Power
64. Rosalind Brewer
65. Phebe Novakovic
66. Mary Callahan Erdoes
67. Lady Gaga
68. Diane von Fürstenberg
69. Adena Friedman
70. Ellen Johnson Sirleaf
71. Padmasree Warrior
72. Elvira Nabiullina
73. Mary Jo White
74. Chua Sock Koong
75. Miuccia Prada
76. Carol Meyrowitz
77. Mary Meeker
78. Helene Gayle
79. Tory Burch
80. Patricia Harris
81. Sun Yafang
82. Solina Chau
83. Yao Chen
84. Judith R. Faulkner
85. Patricia A. Woertz
86. Lubna Olayan
87. Hu Shuli
88. Risa Lavizzo-Mourey
89. Gisele Bündchen
90. Gwynne Shotwell
91. Mayassa Al-Thani
92. Kiran Mazumdar-Shaw
93. Sara Blakely
94. Fatima Al Jaber
95. Jennifer Li
96. Folorunsho Alakija
97. Weili Dai
98. Beth Brooke
99. Lila Tretikov
100. Greta Van Susteren [5]

## 2013
1. Angela Merkel
2. Dilma Rousseff
3. Melinda Gates
4. Michelle Obama
5. Hillary Clinton
6. Sheryl Sandberg
7. Christine Lagarde
8. Janet Napolitano
9. Sonia Gandhi
10. Indra Nooyi
11. Park Geun-hye
12. Ginni Rometty
13. Oprah Winfrey
14. Ursula Burns
15. Meg Whitman
16. Gina Rinehart
17. Beyoncé
18. Maria das Graças Silva Foster
19. Jill Abramson
20. Irene Rosenfeld
21. Helen Clark
22. Nancy Pelosi
23. Safra Catz
24. Anne Sweeney
25. Kathleen Sebelius
26. Cristina Fernández de Kirchner
27. Sheri McCoy
28. Julia Gillard
29. Aung San Suu Kyi
30. Susan Wojcicki
31. Yingluck Shinawatra
32. Marissa Mayer
33. Margaret Chan
34. Marillyn Hewson
35. Mary Barra
36. Amy Pascal
37. Angelina Jolie
38. Sofía Vergara
39. Laurene Powell Jobs
40. Elisabetta II del Regno Unito
41. Anna Wintour
42. Ellen J. Kullman
43. Drew Gilpin Faust
44. Rosalind Brewer
45. Lady Gaga
46. Cher Wang
47. Joyce Banda
48. Wu Yajun
49. Ertharin Cousin
50. Zhang Xin
51. Ellen DeGeneres
52. Shakira
53. Angela Ahrendts
54. Peng Liyuan
55. Sri Mulyani Indrawati
56. Arianna Huffington
57. Padmasree Warrior
58. Miuccia Prada
59. Margaret A. Hamburg
60. Abigail Johnson
61. Bonnie Hammer
62. Gail Kelly
63. Amy Hood
64. Ho Ching
65. Chanda Kochhar
66. Rosalía Mera
67. Lubna Khalid Al Qasimi
68. Helene Gayle
69. Tory Burch
70. Margarita Louis-Dreyfus
71. Patricia A. Woertz
72. Mary Jo White
73. Diane Sawyer
74. Diane von Fürstenberg
75. Phebe Novakovic
76. Sue Naegle
77. Sun Yafang
78. Fabiola Gianotti
79. Mary Meeker
80. Solina Chau
81. Denise Morrison
82. Carol Meyrowitz
83. Ngozi Okonjo-Iweala
84. Risa Lavizzo-Mourey
85. Kiran Mazumdar-Shaw
86. Mary Callahan Erdoes
87. Ellen Johnson Sirleaf
88. Weili Dai
89. Mindy Grossman
90. Sara Blakely
91. Chua Sock Koong
92. Lubna Olayan
93. J. K. Rowling
94. Güler Sabancı
95. Gisele Bündchen
96. Beth Brooke
97. Greta Van Susteren
98. Jennifer Li
99. Judith Rodin
100. Yang Lan [6]

## 2012
1. Angela Merkel
2. Hillary Clinton
3. Dilma Rousseff
4. Melinda Gates
5. Jill Abramson
6. Sonia Gandhi
7. Michelle Obama
8. Christine Lagarde
9. Janet Napolitano
10. Sheryl Sandberg
11. Oprah Winfrey
12. Indra Nooyi
13. Irene Rosenfeld
14. Lady Gaga
15. Ginni Rometty
16. Cristina Fernández de Kirchner
17. Ursula Burns
18. Meg Whitman
19. Aung San Suu Kyi
20. Maria das Graças Silva Foster
21. Marissa Mayer
22. Anne Sweeney
23. Diane Sawyer
24. Angela Braly
25. Susan Wojcicki
26. Elisabetta II del Regno Unito
27. Julia Gillard
28. Nancy Pelosi
29. Arianna Huffington
30. Yingluck Shinawatra
31. Kathleen Sebelius
32. Beyoncé
33. Diane von Fürstenberg
34. Helen Clark
35. Georgina Rinehart
36. Amy Pascal
37. Margaret Chan
38. Jennifer Lopez
39. Sheri McCoy
40. Shakira
41. Mary Barra
42. Zhang Xin
43. Alice Walton
44. Laura Lang
45. Angela Ahrendts
46. Sue Naegle
47. Ellen DeGeneres
48. Safra Catz
49. Laurene Powell Jobs
50. Rosalind Brewer
51. Anna Wintour
52. Helene Gayle
53. Christiane Amanpour
54. Rosalía Mera
55. Cynthia Carroll
56. Cher Wang
57. Abigail Johnson
58. Padmasree Warrior
59. Chanda Kochhar
60. Gail Kelly
61. Margaret A. Hamburg
62. Ellen J. Kullman
63. Drew Gilpin Faust
64. Shari Arison
65. Mary Schapiro
66. Angelina Jolie
67. Miuccia Prada
68. Carol Meyrowitz
69. Ertharin Cousin
70. Sue Gardner
71. Joyce Banda
72. Sri Mulyani Indrawati
73. Bonnie Hammer
74. Chua Sock Koong
75. Sofía Vergara
76. Ho Ching
77. Tina Brown
78. J. K. Rowling
79. Chan Laiwa
80. Kiran Mazumdar-Shaw
81. Ngozi Okonjo-Iweala
82. Ellen Johnson Sirleaf
83. Gisele Bündchen
84. Mary Meeker
85. Shaikha Al-Bahar
86. Marjorie Scardino
87. Solina Chau
88. Jan Fields
89. Weili Dai
90. Risa Lavizzo-Mourey
91. Sun Yafang
92. Lubna Khalid Al Qasimi
93. Güler Sabancı
94. Greta Van Susteren
95. Mary Callahan Erdoes
96. Mindy Grossman
97. Patricia A. Woertz
98. Judith Rodin
99. Beth Brooke
100. Mayassa Al-Thani [7]

## 2011
1. Angela Merkel
2. Hillary Clinton
3. Dilma Rousseff
4. Indra Nooyi
5. Sheryl Sandberg
6. Melinda Gates
7. Sonia Gandhi
8. Michelle Obama
9. Christine Lagarde
10. Irene Rosenfeld
11. Lady Gaga
12. Jill Abramson
13. Kathleen Sebelius
14. Oprah Winfrey
15. Janet Napolitano
16. Susan Wojcicki
17. Cristina Fernández de Kirchner
18. Beyoncé
19. Georgina Rinehart
20. Cher Wang
21. Margaret A. Hamburg
22. Michele Bachmann
23. Julia Gillard
24. Mary Schapiro
25. Anne Sweeney
26. Aung San Suu Kyi
27. Ursula Burns
28. Amy Pascal
29. Angelina Jolie
30. Josette Sheeran
31. Arianna Huffington
32. Gail Kelly
33. Chan Laiwa
34. Sarah Palin
35. Cynthia Carroll
36. Helene Gayle
37. Carol Bartz
38. Ellen J. Kullman
39. Jin Sook Chang
40. Safra Catz
41. Angela Braly
42. Marissa Mayer
43. Chanda Kochhar
44. Christiane Amanpour
45. Patricia A. Woertz
46. Lynn Elsenhans
47. Diane Sawyer
48. Zhang Xin
49. Elisabetta II del Regno Unito
50. Helen Clark
51. Helen Boaden
52. Nancy Pelosi
53. Rania di Giordania
54. Bonnie Hammer
55. Ellen DeGeneres
56. Katie Jacobs Stanton
57. Shari Arison
58. Angela Ahrendts
59. Yingluck Shinawatra
60. Gisele Bündchen
61. J. K. Rowling
62. Ellen Johnson Sirleaf
63. Lubna Olayan
64. Andrea Jung
65. Sri Mulyani Indrawati
66. Ann Curry
67. Sallie Krawcheck
68. Margaret Chan
69. Anna Wintour
70. Abigail Johnson
71. Judith Rodin
72. Ho Ching
73. Carol Meyrowitz
74. Mary Callahan Erdoes
75. Greta Van Susteren
76. Mary Barra
77. Ana Patricia Botín
78. Güler Sabancı
79. Miuccia Prada
80. Denise Morrison
81. Tina Brown
82. Ginni Rometty
83. Drew Gilpin Faust
84. Sheri McCoy
85. Alice Walton
86. Laura Chinchilla Miranda
87. Ngozi Okonjo-Iweala
88. Sue Naegle
89. Mindy Grossman
90. Ruth Porat
91. Diane von Fürstenberg
92. Jan Fields
93. Maria Ramos
94. Marjorie Scardino
95. Risa Lavizzo-Mourey
96. Beth Mooney
97. Nonkululeko Nyembezi-Heita
98. Dominique Senequier
99. Kiran Mazumdar-Shaw
100. Beth Brooke [8]

## 2010
1. Michelle Obama
2. Irene Rosenfeld
3. Oprah Winfrey
4. Angela Merkel
5. Hillary Clinton
6. Indra Nooyi
7. Lady Gaga
8. Gail Kelly
9. Beyoncé
10. Ellen DeGeneres
11. Nancy Pelosi
12. Angela Braly
13. Janet Napolitano
14. Cynthia Carroll
15. Sheila Bair
16. Sarah Palin
17. Mary Schapiro
18. Ellen J. Kullman
19. Sonia Sotomayor
20. Ursula Burns
21. Angelina Jolie
22. Katie Couric
23. Kathleen Sebelius
24. Anne Lauvergeon
25. Elena Kagan
26. Patricia A. Woertz
27. Melinda Gates
28. Arianna Huffington
29. Madonna
30. Ho Ching
31. Ruth Bader Ginsburg
32. Maria Ramos
33. Chelsea Handler
34. Tina Brown
35. Carla Bruni
36. Lynn Elsenhans
37. Elizabeth Warren
38. Ana Patricia Botín
39. Heidi Klum
40. Meredith Vieira
41. Elisabetta II del Regno Unito
42. Carol Bartz
43. Christine Lagarde
44. Sallie Krawcheck
45. Sarah Jessica Parker
46. Diane Sawyer
47. Meg Whitman
48. Marina Berlusconi
49. Stephenie Meyer
50. Rachel Maddow
51. Carly Fiorina
52. Güler Sabancı
53. Maria Shriver
54. Carol Meyrowitz
55. Serena Williams
56. Anna Wintour
57. Andrea Jung
58. Julia Gillard
59. Abigail Johnson
60. Venus Williams
61. Suze Orman
62. Tarja Halonen
63. Marjorie Scardino
64. Mary McAleese
65. Annika Falkengren
66. Sheryl Sandberg
67. Cathleen Black
68. Cristina Fernández de Kirchner
69. Anne Sweeney
70. Lubna Khalid Al Qasimi
71. Chua Sock Koong
72. Gisele Bündchen
73. Christiane Amanpour
74. Mozah Bint Nasser Al Missned
75. Susan Ivey
76. Rania di Giordania
77. Nancy McKinstry
78. Rachael Ray
79. Nikki Finke
80. Jóhanna Sigurðardóttir
81. Jing Ulrich
82. Laura Sen
83. Laura Chinchilla Miranda
84. Mary Callahan Erdoes
85. Janet L. Robinson
86. Ellen Johnson Sirleaf
87. Amy Pascal
88. Tory Burch
89. Shikha Sharma
90. Sun Yafang
91. Vera Wang
92. Chanda Kochhar
93. Danica Patrick
94. Maha Al-Ghunaim
95. Dilma Rousseff
96. Donna Karan
97. Angela Ahrendts
98. Ellen Alemany
99. Martha Stewart
100. Dominique Senequier [9]

## 2009
1. Angela Merkel
2. Sheila Bair
3. Indra Nooyi
4. Cynthia Carroll
5. Ho Ching
6. Irene Rosenfeld
7. Ellen J. Kullman
8. Angela Braly
9. Anne Lauvergeon
10. Lynn Elsenhans
11. Cristina Fernández de Kirchner
12. Carol Bartz
13. Sonia Gandhi
14. Ursula Burns
15. Anne Mulcahy
16. Safra Catz
17. Christine Lagarde
18. Gail Kelly
19. Marjorie Scardino
20. Chanda Kochhar
21. Mary Sammons
22. Michelle Bachelet
23. Paula Reynolds
24. Carol Meyrowitz
25. Andrea Jung
26. Patricia A. Woertz
27. Güler Sabancı
28. Barbara Desoer
29. Brenda Barnes
30. Risa Lavizzo-Mourey
31. Ann Livermore
32. Cathie Lesjak
33. Marina Berlusconi
34. Melinda Gates
35. Nancy Pelosi
36. Hillary Clinton
37. Jane Mendillo
38. Margaret Chan
39. Susan Chambers
40. Michelle Obama
41. Oprah Winfrey
42. Elisabetta II del Regno Unito
43. Nancy McKinstry
44. Gloria Macapagal-Arroyo
45. Ana Patricia Botín
46. Ann Veneman
47. Julija Tymošenko
48. Ruth Bader Ginsburg
49. Janet L. Robinson
50. Dominique Senequier
51. Janet Napolitano
52. Anne Sweeney
53. Neelie Kroes
54. Gail Boudreaux
55. Sonia Sotomayor
56. Mary Schapiro
57. Kathleen Sebelius
58. Ellen Alemany
59. Susan Ivey
60. Amy Pascal
61. Helen Clark
62. Judy McGrath
63. Stacey Snider
64. Navanethem Pillay
65. Janet Clark
66. Sheri McCoy
67. Ellen Johnson Sirleaf
68. Tarja Halonen
69. Mary McAleese
70. Ginni Rometty
71. Angela Ahrendts
72. Sri Mulyani Indrawati
73. Terri Dial
74. Deirdre Connelly
75. Jóhanna Sigurðardóttir
76. Rania di Giordania
77. Christina Gold
78. Colleen Goggins
79. Sheikh Hasina
80. Hyun Jeong-Eun
81. Amy Schulman
82. Penny Pritzker
83. Drew Gilpin Faust
84. Melanie Healey
85. Elizabeth Smith
86. Deb Henretta
87. Ann Moore
88. Sallie Krawcheck
89. Pamela Nicholson
90. Janice Fields
91. Stephanie Burns
92. Kiran Mazumdar-Shaw
93. Eva Cheng
94. Efrat Peled
95. Lubna Khalid Al Qasimi
96. Charlene Begley
97. Mindy Grossman
98. Sharon Allen
99. Heidi Miller
100. Mary Callahan Erdoes [10]

## 2008
1. Angela Merkel
2. Sheila Bair
3. Indra Nooyi
4. Angela Braly
5. Cynthia Carroll
6. Irene Rosenfeld
7. Condoleezza Rice
8. Ho Ching
9. Anne Lauvergeon
10. Anne Mulcahy
11. Gail Kelly
12. Patricia A. Woertz
13. Cristina Fernández de Kirchner
14. Christine Lagarde
15. Safra Catz
16. Carol B. Tome
17. Julija Tymošenko
18. Mary Sammons
19. Andrea Jung
20. Marjorie Scardino
21. Sonia Gandhi
22. Risa Lavizzo-Mourey
23. Sri Mulyani Indrawati
24. Julie Gerberding
25. Michelle Bachelet
26. Ellen Alemany
27. Carol Meyrowitz
28. Hillary Clinton
29. Hynd Bouhia
30. Anne Sweeney
31. Valentina Ivanovna Matvienko
32. Nancy Tellem
33. Ann Livermore
34. Marina Berlusconi
35. Nancy Pelosi
36. Oprah Winfrey
37. Gulzhan Moldazhanova
38. Aung San Suu Kyi
39. Lynn Elsenhans
40. Melinda Gates
41. Gloria Macapagal-Arroyo
42. Jane Mendillo
43. Linda Cook
44. Laura Bush
45. Brenda Barnes
46. Christine Poon
47. Neelie Kroes
48. Amy Woods Brinkley
49. Susan Arnold
50. Susan Decker
51. Ana Patricia Botín
52. Tzipi Livni
53. Dominique Senequier
54. Amy Pascal
55. Ursula Burns
56. Helen Clark
57. Laura Desmond
58. Elisabetta II del Regno Unito
59. Mayawati Kumari
60. Judy McGrath
61. Meredith Vieira
62. Katie Couric
63. Barbara Walters
64. Sallie Krawcheck
65. Diane Sawyer
66. Ellen Johnson Sirleaf
67. Janice Fields
68. Zhang Xin
69. Zaha Hadid
70. Yang Mian Mian
71. Tarja Halonen
72. Ruth Bader Ginsburg
73. Hyun Jeong-Eun
74. Mary McAleese
75. Güler Sabancı
76. Drew Gilpin Faust
77. Lisa M. Weber
78. Dora Mpakoyannis
79. Beth Brooke
80. Lee Myung-Hee
81. Susan Ivey
82. Nancy McKinstry
83. Janet L. Robinson
84. Margaret Chan
85. Clara Furse
86. Ellen J. Kullman
87. Susan Desmond-Hellmann
88. Eva Cheng
89. Maha Al-Ghunaim
90. Christina Gold
91. Christiane Amanpour
92. Pamela Nicholson
93. Ann Moore
94. Sharon Allen
95. Jing Ulrich
96. Rania di Giordania
97. Ginni Rometty
98. Georgina Rinehart
99. Kiran Mazumdar-Shaw
100. Paula Rosput Reynolds [11]

## 2007
1. Angela Merkel
2. Wu Yi
3. Ho Ching
4. Condoleezza Rice
5. Indra Nooyi
6. Sonia Gandhi
7. Cynthia Carroll
8. Patricia Woertz
9. Irene Rosenfeld
10. Patricia Russo
11. Michèle Alliot-Marie
12. Christine Lagarde
13. Anne Mulcahy
14. Anne Lauvergeon
15. Mary Sammons
16. Angela Braly
17. Marjorie Scardino
18. Wu Xiaoling
19. Brenda Barnes
20. Ruth Bader Ginsburg
21. Oprah Winfrey
22. Meg Whitman
23. Elisabetta II
24. Melinda Gates
25. Hillary Rodham Clinton
26. Nancy Pelosi
27. Michelle Bachelet
28. Safra Catz
29. Susan Arnold
30. Andrea Jung
31. Judy McGrath
32. Julie Gerberding
33. Marina Berlusconi
34. Zoe Cruz
35. Amy Pascal
36. Ann Livermore
37. Margaret Chan
38. Helen Clark
39. Tzipi Livni
40. Ana Patricia Botín
41. Renetta McCann
42. Susan Ivey
43. Yang Mianmian
44. Linda Cook
45. Janet L. Robinson
46. Christine Poon
47. Drew Gilpin Faust
48. Paula Rosput Reynolds
49. Nancy Tellem
50. Tarja Halonen
51. Gloria Macapagal-Arroyo
52. Dawn Hudson
53. Nancy McKinstry
54. Clara Furse
55. Meredith Vieira
56. Christina Gold
57. Ann Moore
58. Mary McAleese
59. Neelie Kroes
60. Laura Bush
61. Susan Desmond-Hellmann
62. Diane Sawyer
63. Katie Couric
64. Sharon Allen
65. Güler Sabancı
66. Angela Ahrendts
67. Dora Bakoyannis
68. Zaha Hadid
69. Antonia Ax:son Johnson
70. Beth Brooke
71. Aung San Suu Kyi
72. Maha Al-Ghunaim
73. Colleen Barrett
74. Christiane Amanpour
75. Yan Cheung
76. Rosalía Mera
77. Anne Sweeney
78. Marilyn Carlson Nelson
79. Sheikha Mozah Bint Nasser Al-Missned
80. Maureen Chiquet
81. Portia Simpson-Miller
82. Rania di Giordania
83. Galia Maor
84. Georgina Rinehart
85. Christie Hefner
86. Stephanie Burns
87. Stacey Snider
88. Imre Barmanbek
89. Luisa Diogo
90. Chu Lam Yiu
91. Giuliana Benetton
92. Sima Samar
93. Dong Mingzhu
94. Cathleen Black
95. Mary West
96. Rochelle Lazarus
97. Vidya Chhabria
98. Orit Gadiesh
99. Sheikha Lubna Al Qasimi
100. Ellen Johnson Sirleaf

## 2006
1. Angela Merkel
2. Condoleezza Rice
3. Wu Yi
4. Christina Aguilera
5. Madonna
6. Britney Spears
7. Patricia Woertz
8. Anne Lauvergeon
9. Brenda Barnes
10. Zoe Cruz
11. Irene Rosenfeld
12. Melinda Gates
13. Sonia Gandhi
14. Oprah Winfrey
15. Anne Sweeney
16. Mary Sammons
17. Michelle Bachelet
18. Hillary Rodham Clinton
19. Ann Livermore
20. Helen Clark
21. Jennifer Aniston
22. Meg Whitman
23. Julie Gerberding
24. Susan Arnold
25. Patricia Russo
26. Christine Poon
27. Renetta McCann
28. Sima Samar
29. Margaret Beckett
30. Christine Lagarde
31. Marjorie Scardino
32. Ruth Bader Ginsburg
33. Khaleda Zia
34. Suzanne Nora Johnson
35. Wu Xiaoling
36. Ho Ching
37. Andrea Jung
38. Neelie Kroes
39. Fumiko Hayashi
40. Tzipi Livni
41. Beth Brooke
42. Marina Berlusconi
43. Laura Bush
44. Tarja Halonen
45. Gloria Arroyo
46. Elisabetta II
47. Aung San Suu Kyi
48. Nancy Pelosi
49. Theresa Gattung
50. Clara Furse
51. Ellen Johnson Sirleaf
52. Judy McGrath
53. Ann Moore
54. Katie Couric
55. Mary McAleese
56. Linda Cook
57. Michèle Alliot-Marie
58. Paula Rosput Reynolds
59. Amy Pascal
60. Diane Sawyer
61. Susan Ivey
62. Ngozi Okonjo-Iweala
63. Vaira Vīķe-Freiberga
64. Marilyn Carlson Nelson
65. Güler Sabancı
66. Dora Bakoyannis
67. Han Myung-sook
68. Meredith Vieira
69. Mian Mian Yang
70. Antonia Ax:son Johnson
71. Nahed Taher
72. Ana Patricia Botín
73. Janet L. Robinson
74. Nancy Tellem
75. Angela Ahrendts
76. Susan Berresford
77. Dawn Hudson
78. Christiane Amanpour
79. Christie Hefner
80. Rania di Giordania
81. Colleen Barrett
82. Luisa Diogo
83. Stephanie Burns
84. Marie Ehrling
85. Vivian Banta
86. Rochelle Lazarus
87. Galia Maor
88. Portia Simpson-Miller
89. Gail Berman
90. Maha Al-Ghunaim
91. Cathleen Black
92. Lalita Gupte e Kalpana Morparia
93. Stacey Snider
94. Vidya Chhabria
95. Sharon Allen
96. Lubna Olayan
97. Martha Nelson
98. Orit Gadiesh
99. Imre Barmanbek

## 2005
1. Condoleezza Rice
2. Wu Yi
3. Yulia Tymošenko
4. Gloria Arroyo
5. Meg Whitman
6. Anne Mulcahy
7. Sallie Krawcheck
8. Brenda Barnes
9. Oprah Winfrey
10. Melinda Gates
11. Anne Lauvergeon
12. Julie Gerberding
13. Patricia Russo
14. Xie Qihua
15. Aung San Suu Kyi
16. Zoe Cruz
17. Patricia Dunn
18. Marjorie Scardino
19. Abby Joseph Cohen
20. Ann Livermore
21. Mary McAleese
22. Safra Catz
23. Ruth Bader Ginsburg
24. Helen Clark
25. Chandrika Kumaratunga
26. Hillary Rodham Clinton
27. Mary Sammons
28. Indra Nooyi
29. Khaleda Zia
30. Ho Ching
31. Tarja Halonen
32. Carla Cico
33. Anne Sweeney
34. Marjorie Magner
35. Andrea Jung
36. Sandra Day O'Connor
37. Abigail Johnson
38. Ann Moore
39. Liliane Bettencourt
40. J. K. Rowling
41. Ruth Ann Marshall
42. Dianne Feinstein
43. Christine Poon
44. Neelie Kroes
45. Nancy McKinstry
46. Laura Bush
47. Katie Couric
48. Vaira Vīķe-Freiberga
49. Judy McGrath
50. Amy Pascal
51. Michèle Alliot-Marie
52. Colleen Barrett
53. María Asunción Aramburuzabala
54. Olympia Snowe
55. Diane Sawyer
56. Susan Arnold
57. Mary Ma
58. Elizabeth Dole
59. Stacey Snider
60. Doris Fisher
61. Antonia Ax:son Johnson
62. Cherie Blair
63. Rose Marie Bravo
64. Vanessa Castagna
65. Louise Fréchette
66. Fumiko Hayashi
67. Dawn Hudson
68. Wangari Maathai
69. Gail Berman
70. Vivian Banta
71. Susanne Klatten
72. Christiane Amanpour
73. Karen Elliott House
74. Marina Berlusconi
75. Elisabetta II
76. Nancy Pelosi
77. Janet L. Robinson
78. Rochelle Lazarus
79. Marilyn Carlson Nelson
80. Rania di Giordania
81. Susan Desmond-Hellmann
82. Stephanie Burns
83. Linda Cook
84. Nance Dicciani
85. Mary Minnick
86. Carol Bartz
87. Kay Bailey Hutchison
88. Christine Lagarde
89. Penny Pritzker
90. Christie Hefner
91. Cathleen Black
92. Martha Nelson
93. Susan Berresford
94. Nina Jacobson
95. Orit Gadiesh
96. Luisa Diogo
97. Lubna Olayan
98. Nancy Barry
99. Ana Patricia Botín
100. Mary Callahan Erdoes

## 2004
1. Condoleezza Rice
2. Wu Yi
3. Sonia Gandhi
4. Laura Bush
5. Hillary Rodham Clinton
6. Sandra Day O'Connor
7. Ruth Bader Ginsburg
8. Megawati Sukarnoputri
9. Gloria Macapagal-Arroyo
10. Carly Fiorina
11. Nancy Pelosi
12. Cherie Blair
13. Rania di Giordania
14. Khaleda Zia
15. Abigail Johnson
16. Susan Arnold
17. Christine Poon
18. Karen Hughes
19. Marjorie Magner
20. Ann S. Moore
21. Margaret Thatcher
22. Elisabetta II
23. Lynne Cheney
24. Ho Ching
25. Barbara Walters
26. Diane Sawyer
27. Anne Sweeney
28. Vivian Banta
29. Indra Nooyi
30. Elizabeth Dole
31. Tarja Halonen
32. Nance Dicciani
33. Mary McAleese
34. Loyola de Palacio
35. Beatrice dei Paesi Bassi
36. Marina Berlusconi
37. Brenda Barnes
38. Vanessa Castagna
39. Sofia di Grecia
40. Mary Sammons
41. Susanne Klatten
42. Anne Mulcahy
43. Helen Clark
44. Chandrika Kumaratunga
45. Aung San Suu Kyi
46. Faezeh Rafsanjani
47. Peng Peiyun
48. Sallie Krawcheck
49. Gail Berman
50. Dianne Feinstein
51. Meg Whitman
52. Patricia Stonesifer
53. Anne Lauvergeon
54. Karen Elliott House
55. Xie Qihua
56. Patricia Russo
57. Katie Couric
58. Olympia Snowe
59. Marjorie Scardino
60. Stacey Snider
61. Andrea Jung
62. Oprah Winfrey
63. Colleen Barrett
64. Judy McGrath
65. Antonia Axson Johnson
66. Amy Pascal
67. Anne Cox Chambers e Barbara Cox Anthony
68. Silvia Sommerlath
69. Nancy McKinstry
70. Vaira Vīķe-Freiberga
71. Sherry Lansing
72. Susan V. Berresford
73. Luisa Diogo
74. Sima Samar
75. Carla Cico
76. Christine Lagarde
77. Belinda Stronach
78. María Asunción Aramburuzabala
79. Liliane Bettencourt
80. Mary Ma Xuezheng
81. Dr. Stephanie Burns
82. Marilyn Carlson Nelson
83. Regina Noor di Giordania
84. Greta Van Susteren
85. Joanne "J.K." Rowling
86. Mathilde Krim
87. Louise Fréchette
88. Ruth Ann Marshall
89. Ann Fudge
90. Carol Bartz
91. Orit Gadiesh
92. Martha Nelson
93. Rochelle Lazarus
94. Ana Patricia Botín
95. Carol Bellamy
96. Hanan Ashrawi
97. Clara Furse
98. Nancy Barry
99. Shirin Ebadi
100. Jody Williams